# Funmatsucha
Funmatsucha (粉末茶) är ett nedmalet grönt te som kan användas ungefär som färdigkaffe, ett annat namn för den här sortens te är Tokeru Ocha (溶けるお茶, "Smältande te").